# Osebol (bok)
Osebol är en bok utgiven 2019 skriven av Marit Kapla. Den innehåller drygt 800 sidor med intervjuer av 42 vuxna invånare som bor i Osebol i norra Värmland. Kapla tilldelades Augustpriset 2019 för Årets svenska skönlitterära bok för Osebol.
Kapla genomförde sina intervjuer över en kopp kaffe i varje kök och transkriberade sedan det hela – det vill säga skrev ner intervjupersonernas egna ord. I boken presenteras varje person med namn och ålder och får framföra sin berättelse i form av ett destillat av intervjun. Formatet får ett lyriskt uttryck och boken klassas som såväl poesi som ett exempel på en historisk intervju. De intervjuade personerna är i åldrarna 18 till 92 år.
Tidens gång med skogsarbete och flottning som försvunnit, fabriker, fritidsanläggningar och skolor som lagts ner speglas i berättelserna. Såväl inflyttade med bakgrund från andra länder, storstadsbor som sökt landsbygdens stillhet som lokalboende sedan flera generationer vittnar om relationers betydelse, glädje och vemod. Ungdomar ger uttryck för längtan efter att bo kvar som hindras av avstånden till skolorna och bristen på arbetstillfällen. Syftet med boken är enligt författaren inte politiskt utan snarare existentiellt, att helt enkelt bevara ett dokument över en by och dess invånare.
Osebol mottogs med positiva recensioner. Den har jämförts med Edgar Lee Masters Spoon River, Stig Sjödins Sotfragment, Svetlana Aleksijevitjs reportageböcker, Linnea Axelssons Ædnan och David Väyrynens Marken.
Boken har översatts till engelska av Peter Graves och gavs ut 2021 av Allen Lane med titeln Osebol: Voices from a Swedish Village. Den har även översatts till nederländska och norska.